# Elena Cuza
Elena Cuza, született Elena Rosetti (Jászvásár. 1825. június 17. – Karácsonkő, 1909. április 2.) Moldva–Havasalföld Egyesült Fejedelemségek első uralkodójának, Alexandru Ioan Cuzának a felesége.

## Élete
Gyermekkorát szülei soleşti-i birtokán töltötte, ahol édesanyjától szigorú nevelésben részesült. Hét éves korától anyai nagybátyja, Constantin Sturdza  házánál, majd nagyapjánál, Dumitrache Sturdzánál magántanárok oktatták. A külföldi nevelőnőktől megtanult franciául és németül. A kor szokásának megfelelően tizenöt éves korában Jászvásáron bevezették a társaságba. Itt ismerte meg Alexandru Ioan Cuzát, aki 1844. április 30-án vette feleségül, azután, hogy Toldalaghí Mihály erdélyi főúr leánya kikosarazta. Az esküvőt szűk körben tartották a Iordache Rosetti birtokán levő templomban.
A férj adósságai miatt a fiatal házaspár Galaţi-ra költözött, ahol Cuza apjának házaiban laktak. Elena hamarosan azzal szembesült, hogy férje különböző nőkkel bocsátkozott kalandokba. A fiatalasszony a nehézségeket sztoikusan tűrte, elfoglalta magát a háztartás vezetésével, és az olvasásban keresett vigaszt. 1845-ben Cuza lemondott bírói tisztségéről, hogy részt vegyen a Mihail Sturdza fejedelem zsarnoki rendszere elleni mozgalmakbaan. 1846 nyarán a Cuza házaspár Párizsba utazott, hogy találkozzanak a Román Diákok Egyesület képviselőivel egy forradalom előkészítése érdekében.
Az 1848-as forradalom idején Cuza egyike volt a különösen veszélyesnek minősített tizenhárom forradalmárnak, akiket letartóztattak. Galaţi-ra vitték őket, hogy onnan hajóval Konstantinápolyba szállítsák. Elena Cuza a galaţi-i angol konzul segítségével megszervezte férjének és öt társának menekülését. Alexandru Ioan Cuza hamis útlevéllel Pestre hajózott, innen Erdélybe, majd Bécsbe, majd Csernovicba ment; Galaţi-on maradt feleségéről nem kapott híreket. Elena Cuza nagy nehézségek árán szintén Csernovicba utazott, de csak rövid ideig lehetett együtt férjével, aki száműzetésbe vonult, Elena pedig visszatért Moldvába.
Utóbb sikerült találkozniuk Csernovicban, és együtt utaztak Bécsbe, majd Párizsba. Az 1849-ben trónra lépett új uralkodó, Grigore Alexandru Ghica, aki liberális volt és a román fejedelemségek egyesülésének támogatója, rávette Cuzát, hogy térjen vissza az országba, és a következő néhány évben fontos tisztségeket bízott rá. A Cuza házaspár közelebb került egymáshoz, amikor Alexandru Ioan Cuza jó barátja feleségül vette Elena Cuza húgát, Zoét. Ezzel együtt Elena nem vett részt a férje környezetében szervezett mulatságokon, szívesebben időzött szülei vagy apósa vidéki birtokán. 1858-ban Zoe meghalt harmadik gyermeke születésekor, ezért három hónapig Elena foglalkozott a húga gyermekeivel és vezette háztartását.
1859. január 5-én illetve 24-én Alexandru Ioan Cuzát mindkét román fejedelemségben uralkodóvá választották, így Elena lett a Moldva–Havasalföld Egyesült Fejedelemségek első asszonya. Követte férjét Jászvásárra és Bukarestbe, és elkezdte fejedelemasszonyi tevékenységét. Minden hétfőn audienciát tartott, és elkezdett foglalkozni a moldvai iskolákkal, illetve általában az alsóbb osztályok oktatásával. A háttérben maradva támogatta férje reformjait, de kerülte a népszerűséget.
Amikor Marija Obrenović felbukkant Alexandru Ioan Cuza életében, és arra törekedett, hogy átvegye felesége helyét, Elena Cuza Párizsba menekült. Itt idejét olvasással, múzeumok és kiállítások látogatásával töltötte. 1860 augusztusában unokaöccseivel és sógorával a tengerpartra, Tréportba utazott, egy hónap múlva pedig Itáliába látogatott. Elena leveleire a férje hidegen válaszolt; Marija Obrenović a válást sürgette. Elenát nem hívták meg az országban bekövetkező fontos eseményekre: férje hivatalos beiktatására, az első egységes kormány megalakulására (1862. január 22.) és az első törvényhozó testület összehívására.
Amikor Alexandru Ioan Cuza szenvedélye Marija Obrenović iránt csillapodni látszott, Vasile Alecsandrinak sikerült rábeszélniük Elenát a hazatérésre, azzal, hogy az uralkodó trónja veszélyben forog. 1862 tavaszán Elena visszatért férjéhez, aki nagyszabású fogadást rendezett a tiszteletére. Elena Cuza elfoglalta helyét a fejedelem oldalán, eleget tett a szerepéhez kapcsolódó társadalmi elvárásoknak, és humanitárius tevékenységével vált ismertté. Alexandru Ioan Cuza folytatta szerelmi kapcsolatát Marija Obrenović-csal, Elena pedig örökbe fogadta férjének és szeretőjének két fiát. (A hivatalos változat szerint két árvát fogadtak örökbe, de mindenki tudta az igazságot.)
Amikor 1866-ban a „szörnyűséges koalíció” lemondatta Alexandru Ioan Cuzát a trónról, Elena utána ment a száműzetésbe. Fivérei ugyan próbálták rábeszélni a válásra, de Elena annak ellenére kitartott, hogy Marija nem tűnt el az életükből. Idejét a férjéről való gondoskodás és ruginoasai birtokuk igazgatása között osztotta meg.
Férje 1873-ban bekövetkezett halála után Elena Cuza Ruginoasára költözött, és tanulmányaik befejezése után mostohafiai is vele laktak. Mindkét fogadott gyermekét túlélte: Dimitrie 1888-ban öngyilkos lett, Alexandrut pedig 1890-ben szívinfarktus ölte meg. Elena Cuza 70 évesen Jászvásárra költözött, ahol a gyermekkórházban ápolónőként dolgozott. Öregségére Karácsonkőre vonult vissza, ahol szerény körülmények között élt. 1907-ben hazahozatta száműzetésben elhunyt férje maradványait, és a ruginoasai templom kriptájában temettette el.
84 évesen hunyt el tüdőgyulladás következtében. Végakaratának megfelelően a soleşti-i birtokon temették el édesanyja mellé, nemzeti gyász nélkül.

## Társadalmi szerepvállalása

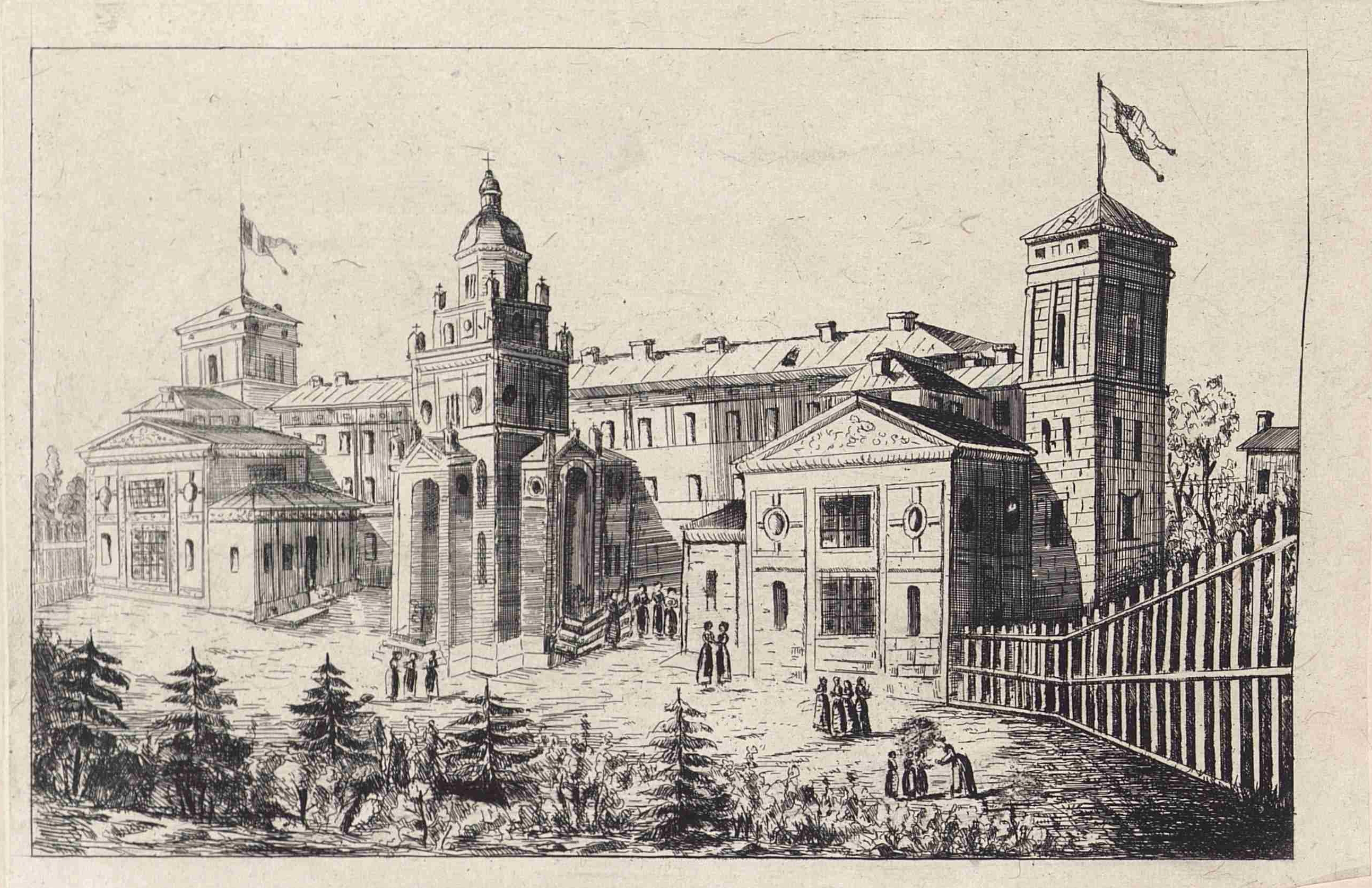
A "Doamna Elena" gyermekmenhely 1882 körül

1862-től kezdve, amikor visszatért Romániába, Elena Cuza több látogatást tett jótékonysági intézményekben, lányiskolákban és kulturális intézményekben, és megtette a hivatalos lépéseket ezek átszervezése és anyagiakkal való ellátása érdekében. Saját vagyonából ezer aranyat adományozott egy gyermekmenhely építésére. Feljegyzést írt a minisztertanácsnak, amelyben felpanaszolta az árva gyermekek számára biztosított költségvetés szűkösségét, és javaslatot tett egy árva gyermekeket védő hivatalos intézmény felállítására. Kezdeményezését követően 1862. július 18-án uralkodói rendelet rögzítette az intézmény létesítését és az építéshez szükséges összeg biztosítását. A későbbiekben Elena Cuza további 32 000 lejt adományozott az árvaháznak, és az ország egész területén gyűjtést szervezett, a többi magasrangú hölgyet is az adakozásra buzdította, így 378 824 lej gyűlt össze. A gyűjtést tombola szervezésével is elősegítette.
1863 tavaszától kezdve Elena Cuza a sürgősségi ellátás helyzetével kezdett foglalkozni, és egy speciális ápolótestület felállítását tervezte. Közben folytatta a gyűjtést a gyermekmenhely számára, amely az ő védnöksége alatt működött, és a "Doamna Elena Menhely" nevet viselte. A négy emeletes új épület központi fűtéssel volt ellátva, a gyermekek hálószobáin kívül volt benne konyha, ebédlő, fürdőszobák, személyzeti szobák, betegszoba, gyógyszertár, tantermek a 120 bentlakó és 60 bejáró gyermek számára. A tanulók között voltak siketnémák is, akik számára speciális oktatást biztosítottak. A gyermekmenhelyen a minisztérium által jóváhagyott tanterv szerint a gyermekek szakmát is tanultak. 1865-ben a fejedelemasszony óhajára az ország minden megyéjéből hoztak ide lányokat, akiket tanítóknak képeztek ki, hogy visszatérve szülőhelyükre, oktathassák a gyermekeket az újonnan létesített községi iskolákban.
1863 júliusában Elena Cuza új kezdeményezéssel állt elő: meggyőzte az uralkodót, hogy tűzzön ki egy jelentős összegű, 1000 lejes díjat Vergilius Aeneas című eposzának lefordítására. Az uralkodóról elnevezett irodalmi díjjal a továbbiakban a nemzeti irodalom területén elért eredményeket jutalmazták. Támogatta a városok szépítését a nagy elődöket ábrázoló szobrok állításával; maga is jelentős összeget adományozott Miron Costin moldvai krónikás szobrának felállítására.
Támogatta a bukaresti református templom építését, melynek alapkövét is ő helyezte el 1863. március 25-én.
Jótékonysági munkáját akkor is folytatta, amikor már nem volt fejedelemasszony. 1880-ban Jászvásáron megalapította a Caritas gyermekkórházat egy általa vásárolt ingatlanban. (Az épületben jelenleg a sürgősségi gyermekkórház működik). Életének utolsó éveit szerény körülmények között töltötte. A 120 000 lejnyi éves jövedelméből 20 000 lejt költött saját szükségleteire, illetve a szegények megsegítésére, a többit a karácsonkői kórháznak, a közfürdőknek, és a jászvásári Caritas kórháznak adományozta.

## Emlékezete

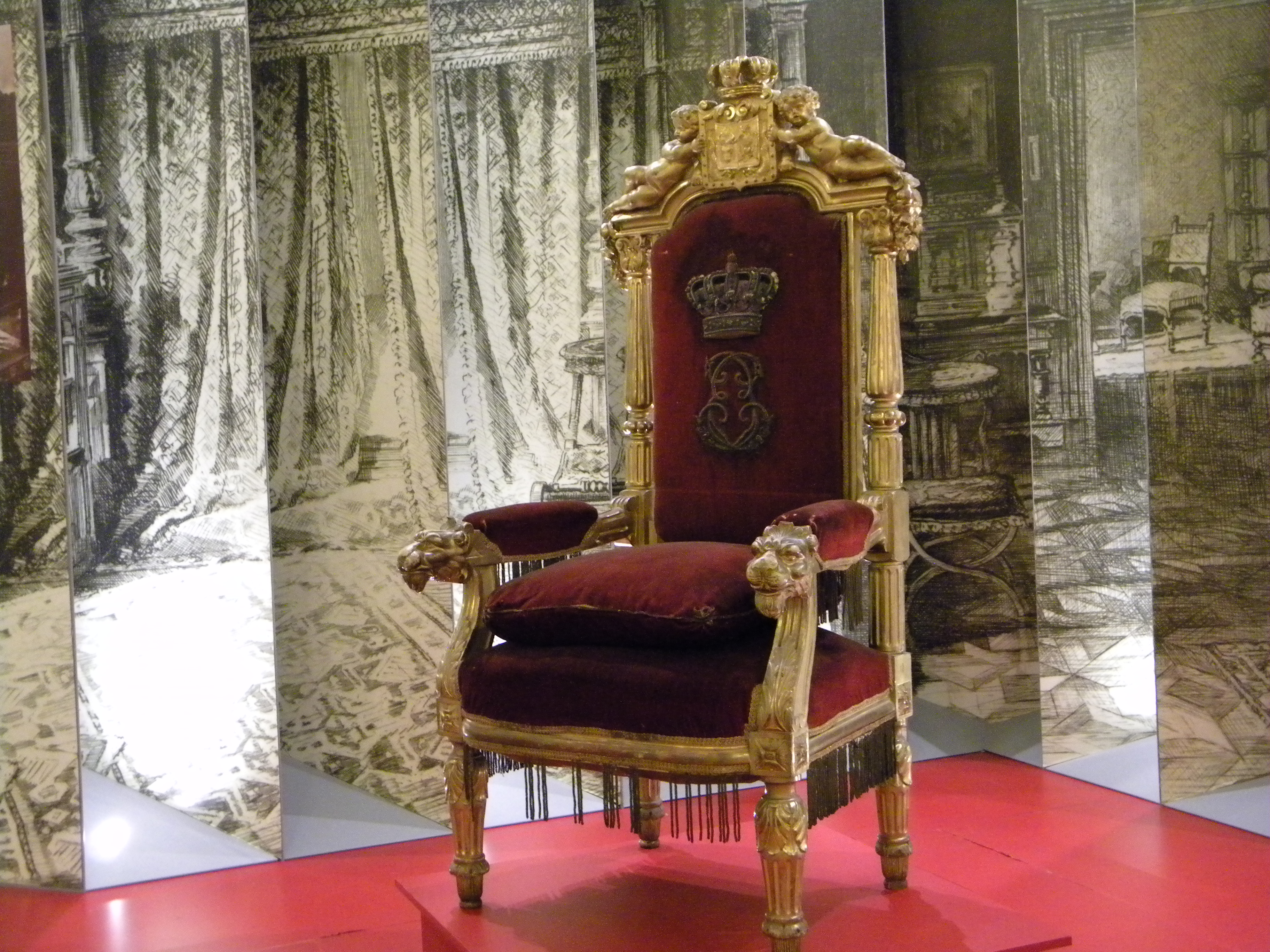
Az Elena Cuza és Erzsébet román királyné által használt trón

1909 óta nevét viseli a craiovai leánygimnázium (jelenleg Elena Cuza Főgimnázium. Az 1989-es romániai rendszerváltás után egy-egy bukaresti, jászvásári, vasluii, karácsonkői iskola is felvette nevét. Szintén a fejedelemasszonyról nevezték el a jászvásári szülészet-nőgyógyászati klinikát.
Theodor Aman 1863-ban készült festménye alapján 1976-ban bélyeget bocsátottak ki tiszteletére.
A jászvásári Egyesülés Múzeumában, amely Alexandru Ioan Cuza egykori székhelyén található, többek között Elena Cuza dolgozószobája is megtekinthető.